# 布雷克沃特岩
布雷克沃特岩（英語：Breakwater Rocks），是南極洲的岩石，位於南喬治亞群島，處於博特港入口處南部，在1957年由英國南極名稱諮詢委員命名，由英國海外領土管轄。